# Wilhelm Breuning
Wilhelm Breuning (* 15. Mai 1920 in Sobernheim; † 19. Mai 2016 in Bonn) war ein deutscher katholischer Theologe, Dogmatiker und Prälat.

## Leben
Wilhelm Breuning besuchte zunächst die Realschule in Sobernheim. Nach zwei Jahren wechselte er auf das Regino-Gymnasium in Prüm. Von 1938 bis 1949 studierte er Katholische Theologie an der Universität Trier und an der Rheinischen Friedrich-Wilhelms-Universität Bonn. Von 1941 bis 1945 war er zum Kriegsdienst verpflichtet worden. Die Priesterweihe empfing er am 1. August 1948 in Trier. Er war von 1949 bis 1951 als Religionslehrer am Gymnasium in Bernkastel-Kues und von 1951 bis 1952 als Rektor am Marienkrankenhaus in Trier tätig. 1952 erwarb er das Lizenziat der Theologie an der wiedererrichteten Theologischen Fakultät Trier. 1954 wurde er mit einer unter Anleitung von Ignaz Backes angefertigten Arbeit über die Urgerechtigkeit, Fall und Erbsünde nach dem Dominikaner Ulrich von Straßburg zum Dr. theol. promoviert. Nach einem Studienaufenthalt in Rom von 1954 bis 1957 habilitierte er sich 1958 in Trier mit einer Schrift über die Christologie in der beginnenden Hochscholastik.
1958 erhielt er einen Ruf an die Universität Trier, wo er 1960 zum außerordentlichen und 1962 zum ordentlichen Professor für Dogmatik ernannt wurde. 1968 wechselte Breuning an die Universität Bonn auf den Lehrstuhl für Dogmatik als Nachfolger von Johann Auer. In den akademischen Jahren 1971/72 und 1978/79 war er Dekan der Katholisch-theologischen Fakultät. 1985 wurde er emeritiert. Als Emeritus lehrte er bis 1998 als Dozent für Dogmatik am überdiözesanen Studienhaus St. Lambert in Lantershofen und von 1996 bis 1999 an der Universität Koblenz-Landau. Auch war er als Seelsorger an St. Maria Magdalena in Bonn-Endenich tätig, wo er wohnte, u. a. als Präses der dortigen Kolpingsfamilie. Breuning hat zahlreiche wissenschaftliche Arbeiten publiziert. Arbeitsschwerpunkte waren Gotteslehre und Christologie, Fragen der Eschatologie und der christlich-jüdische Dialog. Zu seinem 70. Geburtstag am 15. Mai 1990 wurde er zum Prälaten ernannt.
Wilhelm Breuning war viele Jahre Mitglied der Arbeitsgemeinschaft der deutschsprachigen Dogmatiker und Fundamentaltheologen, deren Vorsitzender er von 1980 bis 1984 war. Von etwa 1980 bis etwa 2010 gehörte er dem Gesprächskreis Juden und Christen beim Zentralkomitee der deutschen Katholiken an und war seit 1960 Mitglied der katholischen Studentenverbindung K.D.St.V. Churtrier Trier im Cartellverband (CV) sowie später noch der KDStV Ascania Bonn im CV.

## Schriften
- Erhebung und Fall des Menschen nach Ulrich von Strassburg (= Trierer theologische Studien. 10, ZDB-ID 503950-2). Paulinus-Verlag, Trier 1959, (Zugleich: Trier, Universität, Dissertation, 1954).
- Die hypostatische Union in der Theologie Wilhelms von Auxerre, Hugos von St. Cher und Rolands von Cremona (= Trierer theologische Studien. 11 (recte 14)). Paulinus-Verlag, Trier 1962, (Zugleich: Trier, Universität, Habilitations-Schrift, 1958).
- Gemeinschaft mit Gott in Jesu Tod und Auferweckung. Christi erlösendes Leben und Sterben (= Der Christ in der Welt. Eine Enzyklopädie. Reihe 5: Die grossen Wahrheiten. 9a/b, ZDB-ID 2198599-6). Pattloch, Aschaffenburg 1971.
- Gericht und Auferweckung von den Toten als Kennzeichen des Vollendungshandelns Gottes durch Jesus Christus. In: Johannes Feiner, Magnus Löhrer (Hrsg.): Mysterium Salutis. Grundriß heilsgeschichtlicher Dogmatik. Band 5: Zwischenzeit und Vollendung der Heilsgeschichte. Benziger, Zürich u. a. 1976, ISBN 3-545-22082-6, S. 844–890.
- Communio Christi. Zur Einheit von Christologie und Ekklesiologie. Herausgegeben von Josef Herberg. Patmos, Düsseldorf 1980, ISBN 3-491-77337-7.
- mit Nathan P. Levinson: Zeugnis und Rechenschaft. Ein christlich-jüdisches Gespräch (= Kleine Reihe zur Bibel. 24). Katholisches Bibelwerk, Stuttgart 1982, ISBN 3-460-10241-1.
- als Herausgeber: Trinität. Aktuelle Perspektiven der Theologie (= Quaestiones disputatae. 101). Herder, Freiburg (Breisgau) u. a. 1984, ISBN 3-451-02101-3.
- Gotteslehre. In: Wolfgang Beinert (Hrsg.): Glaubenszugänge. Lehrbuch der Katholischen Dogmatik. Band 1: Einleitung in die Dogmatik – Theologische Erkenntnislehre. Schöningh, Paderborn 1995, ISBN 3-506-70801-5, S. 201–362.
- Dogmatik im Dienst an der Versöhnung (= Bonner dogmatische Studien. 21). Herausgegeben von Erwin Dirscherl. Echter, Würzburg 1995, ISBN 3-429-01693-2.
- Elemente einer nicht-antijudaistischen Christologie. In: Hubert Frankemölle (Hrsg.): Christen und Juden gemeinsam ins dritte Jahrtausend. „Das Geheimnis der Erlösung heißt Erinnerung“. Bonifatius u. a., Paderborn u. a. 2001, ISBN 3-89710-152-1, S. 183–215.